# Charles Hugo (regatista)
Charles Hugo (1868-1925) fue un deportista francés que compitió en vela en la clase tonelaje. Participó en los Juegos Olímpicos de París 1900, obteniendo dos medallas, una de plata y una de bronce.

## Palmarés internacional
| Juegos Olímpicos | Juegos Olímpicos | Juegos Olímpicos  | Juegos Olímpicos     |
| Año              | Lugar            | Medalla           | Clase                |
| ---------------- | ---------------- | ----------------- | -------------------- |
| 1900             | París (Francia)  | Medalla de plata  | 1 – 2 Ton (regata 1) |
| 1900             | París (Francia)  | Medalla de bronce | 1 – 2 Ton (regata 2) |